# Khu bảo tồn tự nhiên Đông Trại Cảng
Khu bảo tồn tự nhiên Đông Trại Cảng còn được biết đến là Khu bảo tồn thiên nhiên quốc gia Vịnh Hải Nam hay Vịnh Đông Trại hoặc Khu bảo tồn rừng ngập mặn Đông Trại Cảng là một khu bảo tồn thiên nhiên nằm tại Đông Trại Cảng, thuộc trấn Tam Giang, huyện Mỹ Lan, Hải Khẩu, Hải Nam, Trung Quốc.
Đây là khu bảo tồn tự nhiên có diện tích 2.500 hecta (6.200 mẫu Anh) bao gồm sáu con sông. Bờ biển uốn khúc bao gồm một số vịnh nhỏ đặc trưng bởi những cánh rừng ngập mặn là môi trường sống quan trọng cho nhiều loài chim và động vật hoang dã.
Khu bảo tồn này là một Di sản dự kiến của UNESCO từ năm 1996.